# Thierry Boutsen

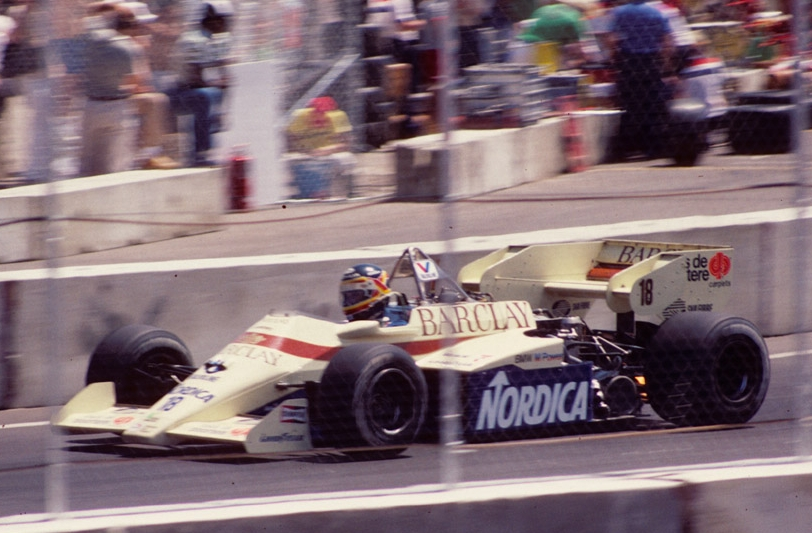
Boutsen in 1984 tijdens de GP van de Verenigde Staten

Thierry Boutsen (Brussel, 13 juli 1957) is een voormalig Belgisch autocoureur. Via de Formule 3 en de Formule 2 belandde hij in 1983 in de Formule 1. Hij debuteerde bij het team van Arrows in de Grote Prijs van België, waarin hij door technische problemen tot opgave werd gedwongen. Hij reed in zijn Formule 1-carrière voor de teams van Arrows, Benetton, Williams, Ligier en Jordan. Hij won in 1989 met Williams zowel in Canada als Australië, telkens in de stromende regen. In 1990 behaalde hij zijn derde en laatste overwinning in Hongarije waar hij van start tot finish de leiding wist te behouden. Behalve in de Formule 1 kwam hij ook meermaals uit in uithoudingswedstrijden zoals de 24 uur van Le Mans, onder andere voor Porsche en Toyota. In 1996 wist hij een klassewinst te behalen. Het was naar aanleiding van een zwaar ongeval tijdens deze laatste wedstrijd, dat hij in 1999 een punt zette achter zijn loopbaan. Nog tijdens zijn wedstrijdjaren behaalde hij zijn vliegbrevet en kocht hij zich een privé-vliegtuig. Van deze nieuwe passie maakte hij nadien zijn beroep door in zijn woonplaats Monaco een bedrijf te beginnen in de vliegtuigverkoop.

## Formule 1-carrière
- 1983: Maakte zijn debuut bij Arrows-Ford, hij reed mee in het middenveld en reed alleen de 2de helft van het seizoen. Hij debuteerde tijdens zijn thuisrace in Spa-Francorchamps.
- 1984: Reed zijn 2de seizoen bij Arrows-Ford, hij reed regelmatig met de top 10 mee. Hij behaalde 5 WK-punten, en werd 15de in de WK-stand. Zijn beste resultaat behaalde hij tijdens de Grand Prix van San Marino en Oostenrijk, hij werd beide races 5de.
- 1985: Reed zijn 3de seizoen bij Arrows-BMW, hij werd 11de in de WK-stand, met 11 WK punten, hij stond 1 keer op het podium, tijdens de Grand Prix van San Marino. Hij kwam toen aan de finish als 3de, achter winnaar Alain Prost en Elio De Angelis die toen de laatste Grand Prix van zijn carrière op zijn naam schreef. Na de race werd Prost gediskwalificeerd waardoor Boutsen tweede werd.
- 1986: Boutsen reed zijn laatste jaar voor Arrows-BMW, het was een erg zwaar jaar in vergelijking met het jaar ervoor. Toen reed hij nog in de top 10 mee. Dit seizoen, reed hij in het middenveld met de Lola's en de Brabham's. Na dit seizoen zou hij naar het topteam van Benetton vertrekken dat in dit seizoen (hun debuutjaar) de Grand Prix van Mexico won met Gerhard Berger.
- 1987: Reed zijn eerste seizoen bij Benetton-Ford, behaalde 16 WK-punten, stond in de laatste race van het seizoen, op het podium. Hij werd 3de in die wedstrijd. Hij werd 8ste in de WK-stand.
- 1988: Boutsen reed zijn laatste jaar bij Benetton-Ford, behaalde 27 WK-punten en werd 4de in de WK-stand, hij stond 5 keer op het podium, dat waren allemaal 3de plaatsen, McLaren was onverslaanbaar dat seizoen. Boutsen was de eerste piloot in de eindstand die met een atmosferische motor reed in het laatste seizoen met turbomotoren. Hij won hiermee de Jim Clark Trophy als beste niet-turbocoureur en zijn team Benetton pakte de Colin Chapman Cup voor beste niet-turboteam.
- 1989: Reed zijn eerste seizoen voor Williams-Renault, hij behaalde 2 overwinningen, en werd 5de in de WK-stand, met 37 punten. Dit was het beste seizoen uit zijn carrière. Hij werd ook Belgisch sportman van het jaar.
- 1990: Reed zijn laatste seizoen voor Williams-Renault, dat was ook gelijk zijn laatste seizoen dat hij echt veel successen behaalde, de jaren daarna ging het bergafwaarts met de prestaties van Boutsen. Hij behaalde 34 WK punten, werd 6de in de WK-stand. Hij behaalde ook nog 1 pole-position tijdens de Grand Prix van Hongarije, en won een dag later zijn 3de en laatste Grand Prix uit zijn carrière, hij lag die hele race aan de leiding, en was oppermachtig.
- 1991: Reed een seizoen voor Ligier-Lamborghini, was ver uit de top weggezakt bij Ligier, hij reed mee in het middenveld.
- 1992: Was een middenvelder in zijn Ligier-Renault, behaalde 2 WK punten en werd 14de in de standen.
- 1993: Reed de eerste helft van het seizoen voor Jordan-Hart, na zijn thuisrace in Spa-Francorchamps, besloot hij een punt achter zijn F1-carrière te zetten.